# 冠轈控股
冠轈控股有限公司，簡稱冠轈控股（英語：Guan Chao Holdings Limited，港交所：1872）是一間位於新加坡的汽車集團，並於2019年2月28日正式在香港上市，主要銷售新平行進口汽車及二手車，並提供相關服務及產品。根據灼識諮詢報告，於2016年及2017年按新車銷售量計，公司於新加坡所有汽車經銷商中排第12位，並在新加坡平行進口汽車經銷商中排名第一位。
2019年2月28日，香港公開發售錄得71.47倍超額認購的冠轈控股首日掛牌表現造好，股價最高見0.67元，較招股價定價0.43元飆升55.8%，全日收報0.63元, 較招股價0.43元漲46.5%, 每手5000股, 不計手續費, 賬面賺1000元，暫為2019年以來首日表現最好的新股。